# チャイニーズ・ゴースト・ストーリー スーシン
『チャイニーズ・ゴースト・ストーリー スーシン』（原題：小倩、英題：A Chinese Ghost Story）は、1997年7月26日公開の香港映画。中国の古典小説『聊斎志異』の一説「聶小倩」を原作とした1987年製作のチン・シウトン監督による香港映画『チャイニーズ・ゴースト・ストーリー』（原題：倩女幽魂、英題：A Chinese Ghost Story）を、同作製作者のツイ・ハークがアニメーションとしてセルフリメイクした作品。
登場人物は慣れ親しんだ手描き動画で描写しつつも、メカ描写だけでなく、背景画に3DCGを全面的に取り入れた意欲作。香港映画界としては稀な自国製作のアニメーション作品であったことと、香港・台湾映画界のスター達を声の出演に迎えて話題を呼び、同時期公開の『ヘラクレス』、『もののけ姫』を越える815万香港ドルのヒットとなった。日本では1998年11月21日に広東語版にて公開。キャッチコピーは“霊魂再来”。

## ストーリー
舞台は昔の中国。想いを寄せるシウランに見限られ、傷心の旅を続ける集金人の青年アニンは、旅の途中に迷い込んだ幽霊の街で、美しい少女スーシンと出会う。彼女は妹シウティと共に、妖怪ロウロウの手先となって、人の魂を狩る幽霊だった。妖怪と悪霊退治の法師達が入り乱れた争いに巻き込まれ、共に苦難を乗り越えるうち、次第に惹かれあっていくアニンとスーシン。相容れない、人と幽霊が結ばれるには、来世へ輪廻転生するしかない。二人は生まれ変わる為に、霊魂再来の門へ向かうのだった。

## 製作スタッフ
- 監督：アンドリュー・チェン
- 製作総指揮：ナンサン・シイ／佐藤恒夫／チャールズ・ヒョン／メイーリン・チョウ
- 製作・脚本：ツイ・ハーク
- キャラクターデザイン：フランキー・チュン
- 音楽：リッキー・ホー
- 製作：フィルム・ワークショップ／ポリグラム／ウィンズ・エンターテインメント／キャセイ・アジア・フィルムズ

## 2Dアニメーションスタッフ
- 演出・絵コンテ：遠藤徹哉（えんどうてつや）
- 絵コンテ・場面設定：なかむらたかし
- キャラ設定・作画監督：小松原一男
- 作画監督補：大橋学／三原武憲／辻繁人／石川晋吾
- アニメーション制作：トライアングルスタッフ

## キャスト
| 役名                     | 声の出演           | 声の出演           | 声の出演     |
| 役名                     | 広東語版           | 北京語版           | 日本語版     |
| ------------------------ | ------------------ | ------------------ | ------------ |
| スーシン（小倩）         | アニタ・ユン       | シルヴィア・チャン | 林原めぐみ   |
| アニン（阿寧/寧采臣）    | ジャン・ラム       | ニッキー・ウー     | 石田彰       |
| ロウロウ（姥姥）         | ケリー・チャン     | ヨン・ファン       | 野沢由香里   |
| シウラン（小蘭）         | ヴィヴィアン・ライ | リンダ・ウォン     | 湯屋敦子     |
| ガンケン（金堅）         | ツイ・ハーク       | ツイ・ハーク       | ツイ・ハーク |
| シウティ（小蝶）         | チャーリー・ヤン   | レネ・リウ         | 田村ゆかり   |
| 黒山ローヨー（黒山老妖） | チャン・シウチョン | ルオ・ダーヨウ     | 大塚明夫     |
| シウランの夫（小蘭夫）   | ロナルド・チェン   | ロナルド・チェン   |              |
| バクワン（白雲）         | レイモンド・ウォン | サモ・ハン         | 大塚周夫     |
| フォン（十方）           | エリック・コット   | アレック・スー     | 森川智之     |
| イン道士（燕赤霞）       | ジェームズ・ウォン | リー・リーチュン   | 内海賢二     |

## 備考
- カラー作品　ドルビーデジタル　ビスタサイズ　上映時間83分

- 1997年東京国際ファンタスティック映画祭正式出品作品
- 1997年トロント映画祭正式出品作品
- 1997年金馬奨 ベスト・アニメイテッド・フィルム受賞
- 1998年ロッテルダム映画祭正式出品作品

## 関連作品
- チャイニーズ・ゴースト・ストーリー